# Chanda (budismo)
Chanda, nos textos em pāli, é uma vontade sincera. Uma condição mental opositora à avareza (lobha).